# Anthony Bryer
Pour les articles homonymes, voir Bryer.
Anthony Applemore Mornington Bryer (31 octobre 1937 - 22 octobre 2016) est un historien britannique de l'Empire byzantin et fondateur du Centre d'études grecques byzantines, ottomanes et modernes de l'université de Birmingham,.

## Biographie
Anthony Bryer est né le 31 octobre 1937 à Southsea, Portsmouth. Il est le fils du capitaine de groupe Gerald Bryer et de Joan Bryer (née Rigsby). Une partie de son enfance se passe à Jérusalem et il y fait la connaissance de Steven Runciman, historien et érudit byzantin.
Bryer fait ses études à la Canford School, et après avoir terminé son service national, il étudie l'histoire au Balliol College d'Oxford. Il reste d'abord à Balliol pour son doctorat sur l'empire de Trébizonde, qu'il termine en 1967, mais en 1964, il part à l'université de Birmingham où il crée un programme d'études byzantines. En 1975, il fonde la revue Byzantine and Modern Greek Studies. À partir de 1976, il est le directeur fondateur du Centre d'études byzantines et, en 1980, il est nommé professeur d'études byzantines, poste qu'il occupe jusqu'en 1999. Il est professeur invité à l'université d'Athènes, à Dumbarton Oaks et au Merton College d'Oxford.
Un certain nombre de photographies attribuées à Bryer figurent à la Conway Library du Courtauld Institute of Art de Londres. Cette collection comprend des images architecturales, religieuses et profanes, provenant de nombreux pays.

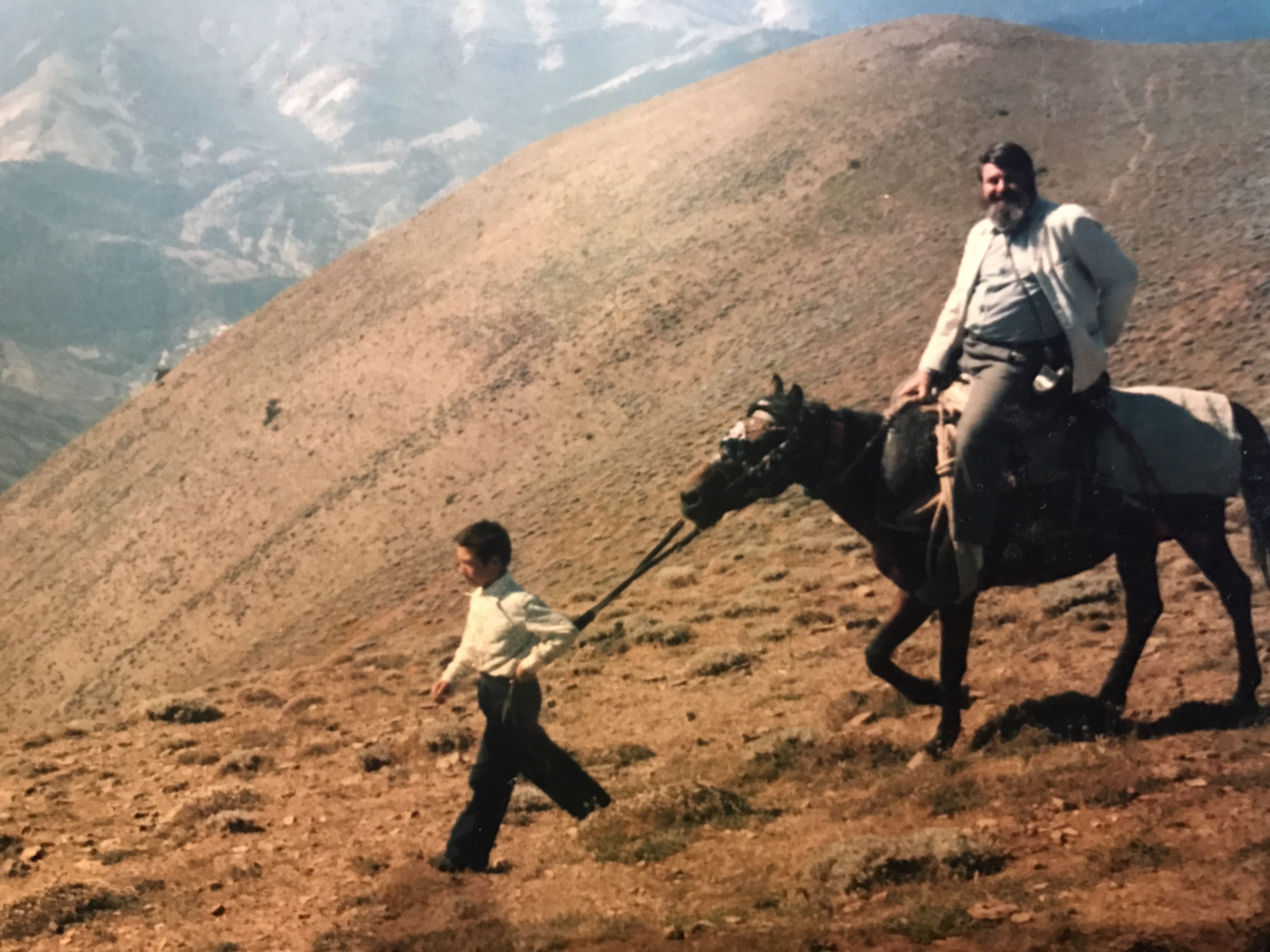
Anthony Bryer sur une mule en Turquie

Bryer reçoit un OBE dans les honneurs du Nouvel An 2009 pour ses services à l'érudition.
Il est membre de la Society of Antiquaries of London.
En juillet 1961, il épousa Elizabeth Liscomb, décédée en 1995. En 1998, il épouse Jennifer A. Banks. Bryer est décédé le 22 octobre 2016.

## Ouvrages
- Anthony Bryer, Jane Isaac, David Winfield et Selina Ballance, 2002, The Post Byzantine Monuments at Pontos: A Source Book, Aldershot, Ashgate[9].
- Anthony Bryer et Mary Cunningham (Eds.), 1994, Mount Athos and Byzantine Monasticism, Documents du 25e Symposium d'études byzantines, Brirmingham[9].
- AB Bryer et Elizabeth Jeffreys, 2006, Actes du 21e Congrès international d'études byzantines, Londres, 21-26 août 2006 : Vol. 1: Plenary Papers; Vol 2: Abstracts of Panel Papers; Vol. 3: Abstract of Communications.